# New Wave Hookers
New Wave Hookers este un film american pornografic, produs în anul 1985 sub regia și scenariul lui Gregory Dark.

## Acțiune
În film este prezentat Jamal (Jack Baker) și Jimmy (Jamie Gillis), care povestesc anecdote în timpul vizionării televizorului. Ei adorm și încep să viseze despre aventuri amoroase cu mai multe femei. 

## Distribuție
- Jack Baker Jamal
- Jamie Gillis Jimmy
- Traci Lords The Devil
- Ginger Lynn College Geeks' Hooker
- Desiree Lane Candy, the Roller-Skating Hooker
- Kristara Barrington Hooker
- Steve Powers The Dog/College Geek #1
- Rick Cassidy The Angel
- Peter North The Sheik
- Tom Byron College Geek #2
- Gina Carrera Hooker
- Brooke Fields The Sheik's Hooker
- Kimberly Carson The Sheik's Hooker
- Greg Rome Vice Squad Cop
- Steve Drake Vice Squad Cop

## Premii
- 1985: Adult Film Association of America Award: „Best Sex Scene“
- Film a fost înscris pe lista XRCO Hall of Fame.